# Paramelisa
Paramelisa là một chi bướm đêm trong họ Erebidae.

## Các loài
- Paramelisa dollmani Hampson, 1920
- Paramelisa leroyi Kiriakoff, 1953
- Paramelisa lophura Aurivillius, 1905
- Paramelisa lophuroides Oberthür, 1911

## Loài trước đây
- Paramelisa bitjeana Bethune-Baker, 1927